# Chareil-Cintrat
Chareil-Cintrat – miejscowość i gmina we Francji, w regionie Owernia-Rodan-Alpy, w departamencie Allier.

## Demografia
Według danych na rok 1990 gminę zamieszkiwało 311 osób, a gęstość zaludnienia wynosiła 24 osoby/km². W styczniu 2015 r. Chareil-Cintrat zamieszkiwało 370 osób, przy gęstości zaludnienia wynoszącej 28,5 osób/km².